# You Were Loved
You Were Loved è un singolo del DJ statunitense Gryffin e del gruppo musicale statunitense OneRepublic, pubblicato il 1º aprile 2022.

## Tracce
Download digitale
1. You Were Loved – 3:42

Download digitale – Remixes
1. You Were Loved (The Him Remix) – 3:38
2. You Were Loved (Manse Remix) – 3:48

Download digitale – Acoustic
1. You Were Loved (Acoustic) – 3:31

## Classifiche
| Classifica (2022)             | Posizione massima |
| ----------------------------- | ----------------- |
| Stati Uniti (dance/eletronic) | 11                |